# Ignaz Paul Vital Troxler

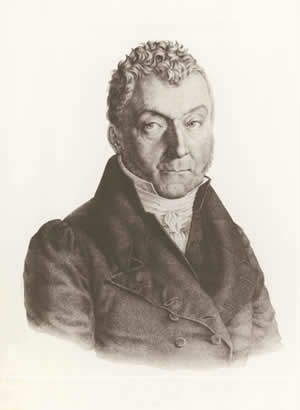
Ignaz Paul Vital Troxler

Ignaz Paul Vital Troxler (* 17. August 1780 in Beromünster; † 6. März 1866 in Aarau) war ein Schweizer Arzt, Politiker, Pädagoge und Philosoph. Er gilt als Begründer des Zweikammersystems (nach amerikanischem Vorbild) in der Schweizer Bundesverfassung.

## Biografie
Troxler, dessen Vater ein Schneider und Tuchhändler war, studierte von 1800 bis 1803 Philosophie und Medizin in Jena, unter anderem bei Hegel und Schelling, und ab Sommer 1803 in Göttingen. In Göttingen wurde er 1803 beim Augenarzt Karl Himly promoviert.
Als Arzt praktizierte er zunächst in Wien, wo er mit Ludwig van Beethoven befreundet war, und ab 1805 in Luzern. Troxler übte heftige Kritik an der schweizerischen Medizinpolitik. Am 16. Oktober 1809 heiratete er in Wien Auguste Caroline Wilhelmine, geb. Polborn (* 21. Mai 1792 in Potsdam, † 22. Mai 1859 in Aarau), genannt Minna, Tochter des Bildhauers und Polizei-Commissarius Johann Gottlieb Polborn (* 21. März 1749 in Brandenburg; † 12. Februar 1815 in Potsdam) und der Agnese Margaretha Henriette Polborn, geb. Kelly († 6. Juni 1833 in Berlin).
Nach mehreren Reisen wohnte Troxler seit 1811 wieder in Beromünster. Mit der Schrift Blicke in das Wesen des Menschen, mit welcher sich auch Goethe befasste, brach er mit der Naturphilosophie Schellings und wandte sich der Anthropologie zu. 1804 entdeckte er den später nach ihm benannten Troxler-Effekt, ein Phänomen der visuellen Wahrnehmung.
1815 war Troxler Abgesandter der Schweiz beim Wiener Kongress. 1820 wurde er Professor für Philosophie und Geschichte am Lyceum in Luzern, musste aber bereits nach einem Jahr aufgrund politischen Drucks die Stelle aufgeben. So gründete er in Aarau ein Erziehungsinstitut und praktizierte weiterhin als Arzt. Dort erwarb er im September 1826 ein Landgut auf der linken Aareseite ausserhalb der Altstadt (Vorderer Scheibenschachen).
1830 wurde Troxler als Professor an die Universität Basel als erster auf den 1818 geschaffenen Lehrstuhl für Theoretische und praktische Philosophie nebst Pädagogik berufen und für das Folgejahr zum Rektor der Universität ernannt, wurde aber bereits 1831 abgesetzt und musste im Sommer fliehen, weil man ihn der Teilnahme am Aufstand von Baselland verdächtigte. 1832 wurde er Mitglied des Grossen Rates des Kantons Aargau, 1834 Professor an der Universität Bern, wo er bis 1850 lehrte.
Seine letzten Lebensjahre verbrachte Troxler auf seinem Landgut in Aarau, auf dem er 1866 im Alter von 85 Jahren verstarb.
Theodat Troxler war sein Sohn.

## Leistungen

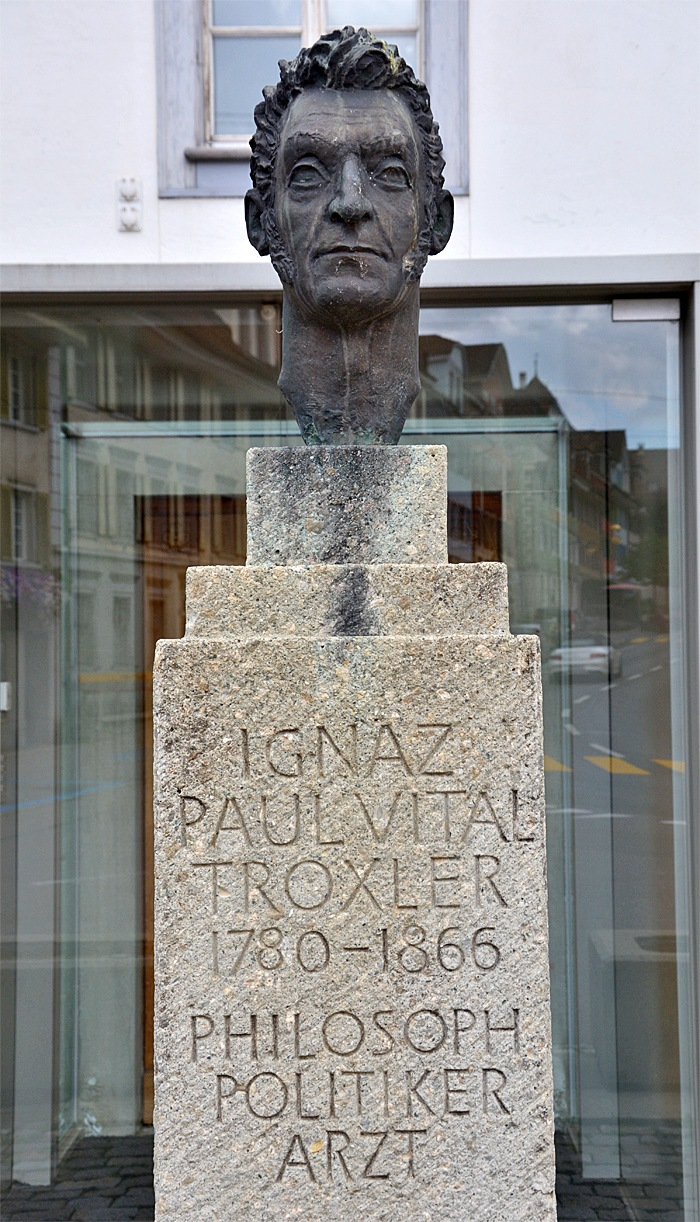
Büste in Beromünster

Politisch trat Troxler für eine geistige Erneuerung der Eidgenossenschaft und eine Verfassungsreform ein und war einer der eifrigsten Verfechter der schweizerischen Einheitsbestrebungen und eine führende Figur der radikal-liberalen Bewegung in der Regenerationszeit. Mit einer Schrift über das nordamerikanische Verfassungsmodell wurde Troxler zu einem bedeutenden ideellen Vorbereiter des Schweizer Bundesstaates von 1848 als eines föderalen Systems, mit einer deutlichen Gewaltentrennung, und zum Begründer des Zweikammersystems in der Schweizer Bundesverfassung.
Als Philosoph folgte er zunächst Schelling, ab 1834 dann Jacobi. Allmählich schlug er eine mystische Richtung ein, in der «Ahnung» und «Gemüt» eine wichtige Rolle spielten. Troxler sah die Philosophie als «objektivierte Anthropologie», er bezeichnete dies in Anlehnung an seinen Begriff «Biosophie» auch als Anthroposophie, welche er als Erkenntnis der menschlichen Natur betrachtete, und die Anthropologie als Grundlage der Logik. Eine Brücke zwischen dem Toxlerschen Anthroposophiebegriff und demjenigen von Rudolf Steiner stellte Friedrich Eymann her, der sich mit der Gründung seines Troxler Verlags auch um die Herausgabe des Troxlerschen Werkes mühte.
Troxler gilt als einer der bedeutendsten Philosophen der Schweiz. Der Schweizer Historiker Eduard Fueter verglich seine Rolle als Staatsphilosoph der Schweiz mit derjenigen von Hegel für Preussen.

## Ehrungen
1858 wurde er zum Mitglied der Deutschen Akademie der Naturforscher Leopoldina gewählt. Nach ihm wurden mehrere pflegerische und soziale Einrichtungen für Menschen mit Behinderung in Wuppertal benannt, die unter dem Verein Troxler Haus e. V. stehen. Ebenfalls in Wuppertal befindet sich die nach ihm benannte Waldorfschule Troxler-Schule.

## Schriften und Werke
- Dissertatio sistens primas lineas theoriae inflammationis, suppurationis et gangraenescentiae. Jena 1802.
- Ideen zur Grundlage der Nosologie und Therapie. Academische Buchhandlung, Jena 1803 (Digitalisat in der Google-Buchsuche).
- Elemente der Biosophie. 1807 (Digitalisat in der Google-Buchsuche).
- Blicke in das Wesen des Menschen. Sauerländer, Aarau 1812 (Digitalisat in der Google-Buchsuche und in der Digitalen Bibliothek).
- Naturlehre des menschlichen Erkennens, oder Metaphysik. Sauerländer, Aarau 1828 (Digitalisat in der Google-Buchsuche).
- Logik. Die Wissenschaft des Denkens und Kritik aller Erkenntniss. Zum Selbststudium und für Unterricht auf höhern Schulen. 3 Theile. Cotta, Stuttgart 1829–1830 (Digitalisate).
- Die eine und wahre Eidgenossenschaft im Gegensatz zur Centralherrschaft und Kantonsthümelei, sowie zum neuen Zwitterbunde beider, nebst einem Verfassungsentwurf. Curti, Rapperswil 1833 (Digitalisat in der Google-Buchsuche).
- Vorlesungen über Philosophie. Über Inhalt, Bildungsgang, Zweck und Anwendung derselben auf’s Leben, als Encyclopädie und Methodologie der philosophischen Wissenschaften. Fischer, Bern 1835 (Digitalisat in der Google-Buchsuche).
- Die Verfassung der Vereinigten Staaten Nordamerika’s als Musterbild der Schweizerischen Bundesreform. Brodtmann, Schaffhausen 1848 (Digitalisat in der Google-Buchsuche).
- Ignaz Paul Vital Troxler – ein geistiger und politischer Erneuerer der Schweiz. Eine Anthologie. Eingeleitet und begleitet von Andreas Dollfus. Novalis, Schaffhausen 2005, ISBN 3-907260-25-2.